# Liderul suprem al Coreei de Nord
Liderul suprem al Coreei de Nord (hangul: 최고령도자) este conducerea de facto ereditară a Partidului Muncitorilor din Coreea, a statului și a Armatei Populare Coreene.

## Lista liderilor supremi
| Nr | Nume                 | Data începerii mandatului | Data încheierii mandatului | Durata mandatului |
| -- | -------------------- | ------------------------- | -------------------------- | ----------------- |
| 1  | Kim Il Sung (김일성) | 9 septembrie 1948         | 8 iulie 1994               | 45 ani, 302 zile  |
| 2  | Kim Jong-il (김정일) | 8 iulie 1994              | 17 decembrie 2011          | 17 ani, 162 zile  |
| 3  | Kim Jong-un (김정은) | 17 decembrie 2011         | Deținător actual           | 13 ani, 243 zile  |